# Valknut

Varianty symbolu označovaného jako valknut, spodní zleva je ve stylu triquetry

Valknut (ze staré severštiny, valr – zabití válečníci + knut – uzel) je pozdější pojmenování symbolu či ornamentu složeném ze tří propletených trojúhelníků. Nachází se na starých severských rytinách v kamenech, často pohřebních, kde pravděpodobně znamenal symbol posmrtného života. Objevuje se také na skandinávských obrazových kamenech ve spojení s bohem Ódinem, například na Tängelgardském kameni v Gotlandu ze 7. století.
Název a význam symbolu je sporný, jelikož se jeho pojmenování nedochovalo a není asociováno s žádným textem. Jeho přesný význam a funkci nelze dohledat a je předmětem dohadů dosud.

## Význam
V současnosti se vykládá několika způsoby:
- uzel padlých, srdce zabitého apod.
- Ódinův uzel – symbol nejvyššího boha severské mytologie
- devět světů severské mytologie – svými devíti body připomíná devět světů (a devět osudů) severské mytologie
- Hrungnirovo srdce – po obrovi Hrungnim z islandských Edd
- srdce Valy

Z výskytu a užití tak lze usuzovat, že znak mohl sloužit k náboženským nebo magickým účelům, ať už spojenými se smrtí nebo s padlými, či jako znak boha, který měl tyto věci na starosti. Pravý význam symbolu zůstává předmětem diskuzí a dohadů.

### Moderní užití
V moderní době symbol převzali a využívají stoupenci heidenismu (novopohanského rekonstrukcionismu), v prvé řadě členy hnutí Ásatrú, jako svůj důležitý náboženský znak, který je spjat s Ódinem a devíti světy.

## Galerie

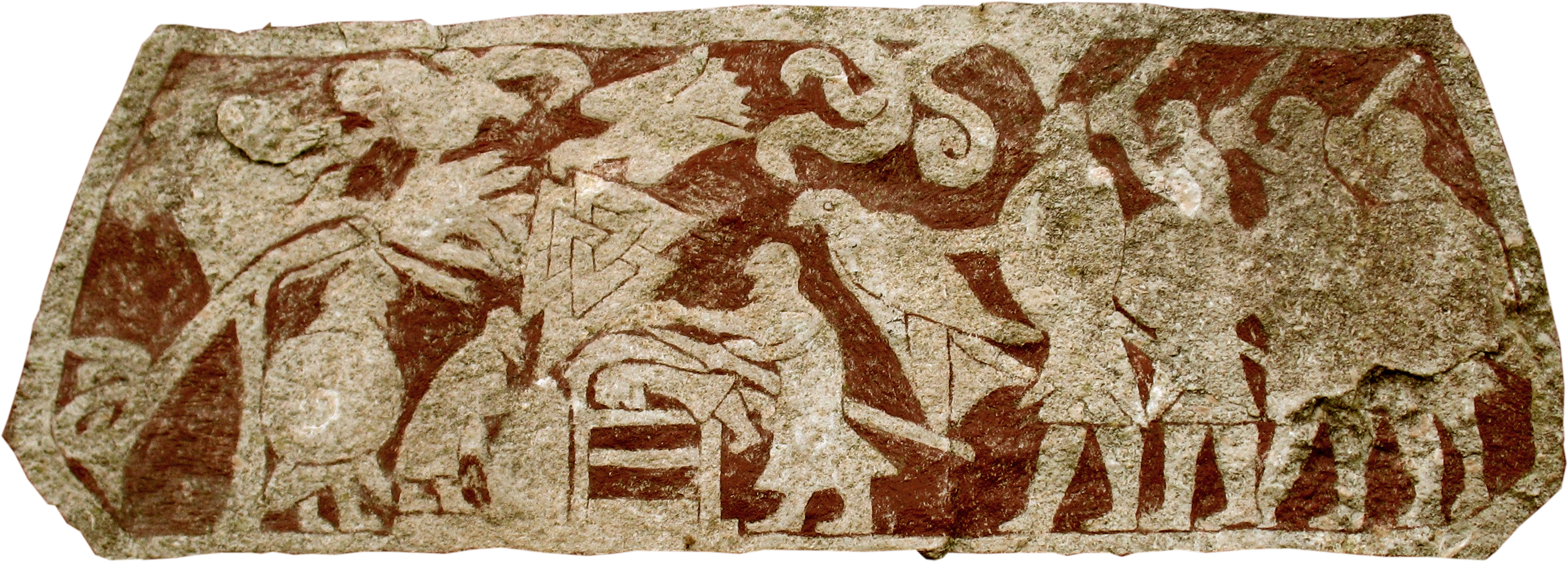
Na kameni Stora Hammars I. na švédském ostrově Gotland je symbol vyobrazen v zobáku krkavce, scéna má zobrazovat rituál krvavého orla
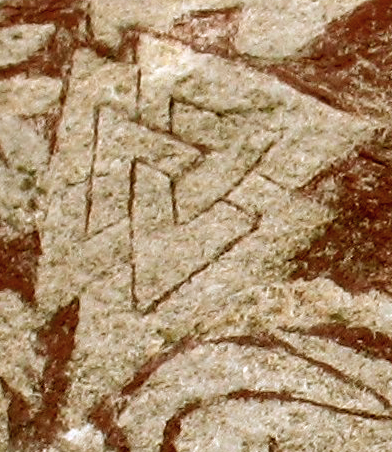
Detail symbolu na kameni Stora Hammars I.
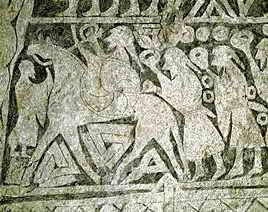
Ódin na Sleipnirovi s valknuty ve formě triquetry (jsou vyobrazeny pod koněm) na Tängelgardském kámeni

## Geometrie
Z hlediska geometrie je valknut topologicky roven Borromeanským kruhům, uzavřenému tříkruhému řetězu nebo triquetře, záleží na zobrazení.

Valknut jako Borromeanské kruhy
Valknut jako řetěz
Valknut ve stylu triquetry